# پاملا گونزالس
پاملا گونزالس (انگلیسی: Pamela González؛ زادهٔ ۲۸ سپتامبر ۱۹۹۵) بازیکن فوتبال اهل اروگوئه است.
وی همچنین در تیم ملی فوتبال Uruguay بازی کرده‌است.